# 무장터미널
무장터미널은 전북특별자치도 고창군 무장면 무장남북로 53(성내리 247-7)에 위치해 있는 시외버스 및 농어촌버스 터미널이다.

## 운행 노선
시외버스
- 무장 ~ 구시포 (해리, 상하를 경유하며, 대한고속이 운행한다.)
- 무장 ~ 법성포 (공음을 경유하며, 전북고속이 운행한다.)
- 무장 ~ 전주 (고창, 흥덕, 정읍, 완산동 경유와 고창, 흥덕, 완산동 경유로 나뉘며, 대한고속, 전북고속이 공동운행한다.)

농어촌버스

## 같이 보기
- 고창시외버스터미널
- 해리공용터미널
- 유스퀘어